# Puchar Ligi Ukraińskiej w piłce nożnej (2009/2010)
Puchar Ligi Ukraińskiej 2009/2010 – III rozgrywki ukraińskiej PFL spośród drużyn Drugiej Lihi oraz niektórych zespołów amatorskich, mające na celu wyłonienie zdobywcy Pucharu Ligi, który kwalifikował się tym samym do Pucharu Ukrainy sezonu 2010/11. Sezon trwał od 9 września 2009 do 6 czerwca 2010.
W sezonie 2009/2010 rozgrywki te składały się z:
- meczów etapu grupowego (8 grup po 3 kluby),
- meczów 1/8 finału,
- meczów 1/4 finału,
- meczów 1/2 finału (z rewanżem),
- meczu finałowego.

## Drużyny
Do rozgrywek Pucharu przystąpiło 24 kluby Drugiej Lihi oraz niektóre zespoły amatorskie.
| Kluby Drugiej Lihi: | Kluby Amatorskiej Lihi: | Drużyny rezerwowe Pierwszej Lihi:                                   |
| | |                                                                     |
| - Bastion Iljiczewsk - Dnipro-75 Dniepropetrowsk - FK Lwów-2 - FK Morszyn - Hirnyk-Sport Komsomolsk - Illicziweć-2 Mariupol - Karpaty-2 Lwów - Nywa Winnica - Ołkom Melitopol - Roś Biała Cerkiew - Stal Dnieprodzierżyńsk - Szachtar-3 Donieck - Weres Równe | - Chodak Czerkasy - Myr Hornostajiwka - Olimpik Kirowohrad - Spartak Mołodiżne - Tepłowyk Jużnoukraińsk - Tytan Donieck - Wołyń-Cement Zdołbunów - Zenit Bojarka | - Arsenał-d Biała Cerkiew - Dnister-d Owidiopol - PFK-d Oleksandria |

## Terminarz rozgrywek

### Etap grupowy
| Klucz do kolorów w tabelach grup                                    |
| ------------------------------------------------------------------- |
| Drużyny z pierwszego i drugiego miejsca awansują do następnej rundy |

Daty kolejek:
- Kolejka 1: 9 września 2009 (w grupie E mecz przełożony na 22 września)
- Kolejka 2: 22 września 2009 (w grupie E mecz przełożony na 21 października)
- Kolejka 3: 6 października 2009
- Kolejka 4: 14 października 2009 (w grupie C mecz przełożony na 13 października)
- Kolejka 5: 28 października 2009 (w grupie B mecz przełożony na 27 października, w grupie A – na 23 marca 2010)
- Kolejka 6: 4 listopada 2009 (5 spotkań (A,B,E,F,H) przełożone na marzec 2010)

### Grupa A
| Drużyna        | M | Z | R | P | B+ | B- | +/- | Pkt |
| -------------- | - | - | - | - | -- | -- | --- | --- |
| FK Lwów-2      | 4 | 2 | 1 | 1 | 6  | 2  | +4  | 7   |
| Karpaty-2 Lwów | 4 | 2 | 1 | 1 | 6  | 5  | +1  | 7   |
| Skała Morszyn  | 4 | 1 | 0 | 3 | 2  | 7  | −5  | 3   |

|           | KAR | LW2 | SKA |
| --------- | --- | --- | --- |
| Karpaty-2 | –   | 1–4 | 3–0 |
| Lwów-2    | 0–0 | –   | 0–1 |
| Skała     | 1–2 | 0–2 | –   |

Uwagi:

### Grupa B
| Drużyna                | M | Z | R | P | B+ | B- | +/- | Pkt |
| ---------------------- | - | - | - | - | -- | -- | --- | --- |
| Nywa Winnica           | 4 | 4 | 0 | 0 | 11 | 3  | +8  | 12  |
| Weres Równe            | 4 | 2 | 0 | 2 | 11 | 10 | +1  | 6   |
| Wołyń-Cement Zdołbunów | 4 | 0 | 0 | 4 | 2  | 11 | −9  | 0   |

|       | NYW   | WER | WOŁ |
| ----- | ----- | --- | --- |
| Nywa  | –     | 4–1 | 3–0 |
| Weres | 2–4   | –   | 5–0 |
| Wołyń | – : + | 2–3 | –   |

Uwagi:
- Kluby z obwodu rówieńskiego (Weres i Wołyń-Cement) podczas przerwy zimowej wycofali się z rozgrywek.
- Wołyń-Cement Zdołbunów (często zwany Wołyń Zdołbunów) rozgrywa swoje mecze w mieście Zdołbunów, obwód rówieński.

### Grupa C
| Drużyna                | M | Z | R | P | B+ | B- | +/- | Pkt |
| ---------------------- | - | - | - | - | -- | -- | --- | --- |
| Bastion Iljiczewsk     | 4 | 4 | 0 | 0 | 15 | 2  | +13 | 12  |
| Dnister-d Owidiopol    | 4 | 2 | 0 | 2 | 8  | 8  | +0  | 6   |
| Tepłowyk Jużnoukraińsk | 4 | 0 | 0 | 4 | 0  | 13 | −13 | 0   |

|           | BAS | DNI | TEP |
| --------- | --- | --- | --- |
| Bastion   | –   | 5–0 | 3–0 |
| Dnister-d | 2–3 | –   | 2–0 |
| Tepłowyk  | 0–4 | 0–4 | –   |

Uwagi:
- Dnister był prezentowany przez drużynę młodzieżową (rezerwy) tak jak jego główna drużyna uczestniczyła w rozgrywkach Pierwszej Ligi.
- 1 marca 2010 Dnister wycofał z rozgrywek, a wcześniej podczas przerwy zimowej zrezygnował Tepłowyk.
- Tepłowyk Jużnoukraińsk rozgrywa swoje mecze w małym mieście Jużnoukraińsk, obwód mikołajowski.

### Grupa D
| Drużyna            | M | Z | R | P | B+ | B- | +/- | Pkt |
| ------------------ | - | - | - | - | -- | -- | --- | --- |
| Myr Hornostajiwka  | 4 | 2 | 1 | 1 | 5  | 4  | +1  | 7   |
| Spartak Molodizhne | 4 | 1 | 2 | 1 | 3  | 4  | −1  | 5   |
| Ołkom Melitopol    | 4 | 1 | 1 | 2 | 4  | 4  | +0  | 4   |

|         | MYR | OLK | SPA |
| ------- | --- | --- | --- |
| Myr     | –   | 2–0 | 2–1 |
| Ołkom   | 2–0 | –   | 0–1 |
| Spartak | 1–1 | 1–1 | –   |

Uwagi:
- Spartak Mołodiżne rozgrywa swoje mecze w miejscowości Mołodiżne w okolicach Symferopola, na Krymie.
- Myr Hornostajiwka rozgrywa swoje mecze w miejscowości Hornostajiwka, rejon nowotroicki, obwód chersoński.

### Grupa E
| Drużyna                 | M | Z | R | P | B+ | B- | +/- | Pkt |
| ----------------------- | - | - | - | - | -- | -- | --- | --- |
| Chodak Czerkasy         | 4 | 2 | 1 | 1 | 9  | 2  | +7  | 7   |
| PFK Oleksandria-d       | 4 | 1 | 2 | 1 | 4  | 5  | −1  | 5   |
| Hirnyk-Sport Komsomolsk | 4 | 1 | 1 | 2 | 1  | 7  | −6  | 4   |

|               | HIR | CHO   | OLE |
| ------------- | --- | ----- | --- |
| Hirnyk-Sport  | –   | + : – | 1–2 |
| Chodak        | 3–1 | –     | 5–0 |
| Oleksandria-d | 1–1 | 0–0   | –   |

Uwagi:
- PFK Oleksandria była prezentowana przez drużynę młodzieżową (rezerwy) tak jak jej główna drużyna uczestniczyła w rozgrywkach Pierwszej Ligi.
- 1 marca 2010 PFK Oleksandria i Chodak wycofali się z rozgrywek. Hirnyk-Sport otrzymał awans do następnej rundy.
- Chodak Czerkasy to amatorski klub z miasta Czerkasy.

### Grupa F
| Drużyna                 | M | Z | R | P | B+ | B- | +/- | Pkt |
| ----------------------- | - | - | - | - | -- | -- | --- | --- |
| Roś Biała Cerkiew       | 4 | 3 | 1 | 0 | 12 | 4  | +8  | 10  |
| Arsenał-d Biała Cerkiew | 4 | 2 | 1 | 1 | 9  | 6  | +3  | 7   |
| Zenit Bojarka           | 4 | 0 | 0 | 4 | 3  | 14 | −11 | 0   |

|           | ARS | ROŚ | ZEN   |
| --------- | --- | --- | ----- |
| Arsenał-d | –   | 1–2 | 4–2   |
| Roś       | 2–2 | –   | + : – |
| Zenit     | 1–5 | 0–2 | –     |

Uwagi:
- Arsenał Biała Cerkiew był prezentowany przez drużynę młodzieżową (rezerwy) tak jak jego główna drużyna zdobyła awans do pierwszej ligi.
- Mecz Roś – Zenit oryginalnie zakończony 0:1 (zwycięstwo Zenitu), jednak ze względu na fakt, że w składzie Zenitu był niezarejestrowany gracz Zaza Cocchalaszwili decyzję Komisji Dyscyplinarnej Komitetu PFL od 22 października 2009 roku klub Roś Biała Cerkiew otrzymał techniczne zwycięstwo (3:0)[1].
- Mecz Roś – Arsenał-d (2:2) został rozegrany na boisku treningowym w Arsenału w miejscowości Szkariwka[2]. Szkariwka znajduje się sześć mil na zachód od  Białej Cerkwi.

### Grupa G
| Drużyna               | M | Z | R | P | B+ | B- | +/- | Pkt |
| --------------------- | - | - | - | - | -- | -- | --- | --- |
| Illicziweć-2 Mariupol | 4 | 1 | 3 | 0 | 4  | 3  | +1  | 6   |
| Szachtar-3 Donieck    | 4 | 1 | 2 | 1 | 7  | 6  | +1  | 5   |
| Tytan Donieck         | 4 | 1 | 1 | 2 | 3  | 5  | −2  | 4   |

|              | ILL | SZA | TYT |
| ------------ | --- | --- | --- |
| Illicziweć-2 | –   | 2–2 | 1–0 |
| Szachtar-3   | 1–1 | –   | 4–1 |
| Tytan        | 0–0 | 2–0 | –   |

Uwagi:

### Grupa H
| Drużyna                   | M | Z | R | P | B+ | B- | +/- | Pkt |
| ------------------------- | - | - | - | - | -- | -- | --- | --- |
| Stal Dnieprodzierżyńsk    | 4 | 2 | 2 | 0 | 7  | 3  | +4  | 8   |
| Dnipro-75 Dniepropetrowsk | 4 | 1 | 2 | 1 | 5  | 3  | +2  | 5   |
| Olimpik Kirowohrad        | 4 | 0 | 2 | 2 | 4  | 10 | −6  | 2   |

|           | DNI | STA   | OLI |
| --------- | --- | ----- | --- |
| Dnipro-75 | –   | – : + | 4–2 |
| Stal      | 1–1 | –     | 5–1 |
| Olimpik   | 0–0 | 1–1   | –   |

Uwagi:
Dnipro-75 zostały zdyskwalifikowany ze wszystkich rozgrywek organizowanych przez PFL przez nieuregulowanie swoich długów. Jego miejsce w następnej rundzie zajął Olimpik.

### 1/8 finału
Kluby FK Lwów-2, Myr Hornostajiwka, Roś Biała Cerkiew awansowali do kolejnej rundy bez gier.
| 31 marca 2010           |     |                         |        |
| Bastion Iljiczewsk      | 0:1 | Spartak Mołodiżne       |        |
| Hirnyk-Sport Komsomolsk | 2:0 | Arsenał-d Biała Cerkiew |        |
| Illicziweć-2 Mariupol   | 1:0 | Zoria Ługańsk           |        |
| 7 kwietnia 2010         |     |                         |        |
| Nywa Winnica            | 3:0 | Karpaty-2 Lwów          |        |
| Stal Dnieprodzierżyńsk  | 2:1 | Szachtar-3 Donieck      | (dod.) |

### 1/4 finału
| 14 kwietnia 2010        |     |                       |               |
| Nywa Winnica            | 5:0 | Enerhetyk Bursztyn    |               |
| Myr Hornostajiwka       | 0:0 | Spartak Mołodiżne     | dod., k.5:4   |
| Hirnyk-Sport Komsomolsk | 2:0 | Roś Biała Cerkiew     |               |
| Stal Dnieprodzierżyńsk  | 0:0 | Illicziweć-2 Mariupol | (dod., k.2:3) |

### 1/2 finału
Pierwsze mecze rozegrano 28 kwietnia, a rewanże 5 maja 2010.
|                         | 1 mecz | 2 mecz | Suma |                       |  |
| ----------------------- | ------ | ------ | ---- | --------------------- |  |
| Nywa Winnica            | 0:0    | 2:0    | 2:0  | Myr Hornostajiwka     |  |
| Hirnyk-Sport Komsomolsk | 0:0    | 1:1    | 1:1  | Illicziweć-2 Mariupol |  |

### Finał
Mecz finałowy rozegrano 6 czerwca 2010 na Stadionie Nika w Oleksandrii.
| Nywa Winnica | 4:0 | Hirnyk-Sport Komsomolsk |  |